# معركة موريه
معركة موريه وقعت في 12 سبتمبر 1213 قرب بلدة موريه في لانغدوك، وتُعد من أبرز المعارك في الحملة الصليبية الألبيجينية، واجه فيها بيدرو الثاني ملك أراغون حليف كونت تولوز وحلفاءه من كونتيات كومينج وفوا، الجيش الصليبي بقيادة سيمون دي مونتفور المكلّف من البابا إنوسنت الثالث بمحاربة هرطقة الكاثاريين، كان جيش الأراغوني متفوقاً عددياً، إذ ضم آلاف المقاتلين من قشتالة وقطالونيا ولانغدوك، في حين لم يتجاوز جيش مونتفور بضع مئات من الفرسان والمشاة، مع ذلك نجح الصليبيون في مباغتة خصومهم بخطة جريئة، حيث اخترقوا صفوف الأراغونيين وضربوا قلب الجيش مباشرة. قُتل الملك بيدرو الثاني وهو يقاتل بين رجاله متنكرًا دون شارات ملكية، فانهارت الروح المعنوية لجيشه سريعاً. مثّل سقوطه ضربة قاسية لمشروع أراغون في بسط نفوذها على جنوب فرنسا، وأضعف مكانة التاج الأراغوني شمال البرانس، فتحت المعركة الطريق أمام هيمنة الصليبيين على تولوز وبقية مدن لانغدوك، كما كرّست سلطة الكنيسة الكاثوليكية في مواجهة دعاة الإصلاح المحليين والهرطقة، وقد اعتبرها المؤرخون منعطفاً حاسماً لم يحدد مصير لانغدوك وحدها، بل ساهم في إعادة تشكيل التوازن السياسي بين فرنسا وأراغون في العصور الوسطى.
تُعد معركة موريه مثلها مثل معركتّي هاستينغز وبوفين من أعظم الانتصارات التكتيكية في أواخر العصور الوسطى، بل وأكثر اكتمالاً من سابقتيها، فقد أبرزت براعة دي مونتفور الذي أثبت تفوقه كقائد ميداني لا نظير له في زمانه.